# Satori (Youkai)

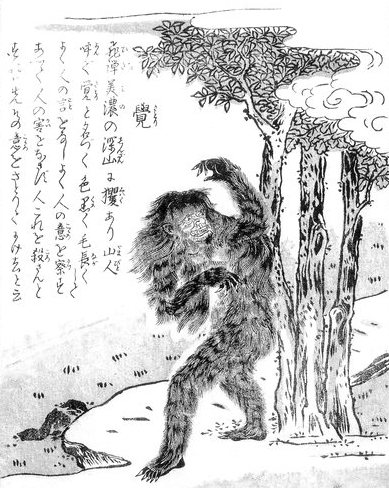
Ilustração de Toriyama Sekien

Satori (em japonês:  覚) é um youkai japonês. Eles têm a aparência de seres humanoides, e moram nas montanhas. Eles têm o poder de telepatia. Essa criatura costuma se aproximar de aventureiros; a melhor maneira de evitá-lo é fazendo-o ficar entediado, assim a própria criatura sairá.
O satori mais famoso é Omoi (おもい, "mente" em japonês), que vive no Monte Fuji.